# NGC 193
NGC 193 es una galaxia lenticular localizada en la constelación de Piscis.